# 真下惇至
真下 惇至（ましも よしのり、1935年（昭和10年）11月9日 - 1986年（昭和61年）3月26日）は、日本のホルン奏者。元京都市立芸術大学音楽学部助教授。徳島文理大学客員教授。
東京芸術大学音楽学部卒業。京都府出身。

## 生涯
京都府出身。1958年（昭和33年）に東京芸術大学音楽学部を卒業し、大学在学中にはNHK交響楽団へ入団する。
大学卒業後は日本フィルハーモニー交響楽団へ入団し、1962年（昭和37年）から1970年（昭和45年）まで読売日本交響楽団のホルン奏者として活躍した。また関西ブラスアンサンブルを主宰し、京都市立芸術大学助教授、徳島文理大学客員教授を務めた。
1986年（昭和61年）3月26日、死去。享年50。

## 受賞
- 1938年 - 第6回日本音楽コンクール管楽器部門第3位